# Casimoviano
| Pérmico                                      | Cisuraliano  | Asseliano    | mais recente |
| Carbonífero                                  | Pensilvânico | Gjeliano     | 299.0–303.9  |
| Carbonífero                                  | Pensilvânico | Casimoviano  | 303.9–306.5  |
| Carbonífero                                  | Pensilvânico | Moscoviano   | 306.5–311.7  |
| Carbonífero                                  | Pensilvânico | Basquiriano  | 311.7–318.1  |
| Carbonífero                                  | Mississípico | Serpucoviano | 318.1–328.3  |
| Carbonífero                                  | Mississípico | Viseiano     | 328.3–345.3  |
| Carbonífero                                  | Mississípico | Turnaciano   | 345.3–359.2  |
| Devónico                                     | Superior     | Fameniano    | mais antigo  |
| Subdivisão do Carbonífero de acordo com ICS. |              |              |              |

Na escala de tempo geológico, o Casimoviano é a idade da época Pensilvânica do período Carbonífero da era Paleozoica do éon Fanerozoico que está compreendida entre 306 milhões e 500 mil e 303 milhões e 900 mil anos atrás, aproximadamente. A idade Casimoviana sucede a idade Moscoviana e precede a idade Gjeliana, ambas de sua época.